# Anna Potyrała
Anna Potyrała – polska politolożka, profesor nauk społecznych. Specjalizuje się w stosunkach międzynarodowych. Profesor na Wydziale Nauk Politycznych i Dziennikarstwa Uniwersytetu im. Adama Mickiewicza w Poznaniu, gdzie pracuje w Zakładzie Stosunków Międzynarodowych oraz, w kadencji 2020–2024, pełniła funkcję prodziekana ds. rozwoju naukowego i umiędzynarodowienia. Od 1 października pełni funkcję prodziekan ds. nauki.
Stopień doktorski uzyskała w 2003 na podstawie pracy pt. Międzynarodowa współpraca na rzecz rozwiązywania kwestii uchodźstwa (promotorem był prof. Włodzimierz Malendowski). Habilitowała się w 2011 na podstawie oceny dorobku naukowego i rozprawy pt. Współpraca państw z międzynarodowymi trybunałami karnymi a suwerenność. Studium politologiczno-prawne. 26 lutego 2021 roku decyzją prezydenta RP otrzymała tytuł naukowy profesora.